# Louis Nicolas Le Tonnelier de Breteuil
Pour les articles homonymes, voir Famille Le Tonnelier de Breteuil et Breteuil.
Louis Nicolas Le Tonnelier de Breteuil, baron de Preuilly en Touraine, seigneur d'Azay et de Fondbaudry, est un officier de la maison du Roi sous Louis XIV, introducteur des ambassadeurs, né le 14 septembre 1648 à Montpellier et mort le 24 mai 1728.

## Biographie
Louis Nicolas Le Tonnelier était le benjamin de Louis Le Tonnelier de Breteuil, intendant du Languedoc et conseiller au Parlement de Paris.
Ancien lecteur du Roi, ce qui lui avait permis d'avoir ses entrées au petit lever, il fut envoyé en 1682 par Louis XIV auprès du duc de Mantoue en tant qu'envoyé extraordinaire. Sa mission était de veiller à l'application du traité secret passé avec Charles III de Gonzague, de surveiller celui-ci et d'évaluer les chances de la France dans le Mantouan et le Montferrat.
Lors de son ambassade, Breteuil eut l'occasion de se frotter aux subtilités du protocole : il eut même une querelle de préséance avec le marquis de Canossa, représentant de l'Empereur. Rappelé à Paris en 1684, il vendit sa charge de lecteur du Roi tout en conservant le privilège de la première entrée ainsi que son appartement dans le château de Versailles et obtint, en 1698, la place d'introducteur des ambassadeurs devenue vacante par la mort de Étienne Chabenat de Bonneuil. Breteuil resta introducteur jusqu'en 1715 date à laquelle il vendit sa charge pour 250 000 livres à Joseph Magny, marquis de Foucault.
Louis Nicolas Le Tonnelier s'était marié en 1679 avec Marie Anne Le Fèvre de Caumartin puis en 1697 avec Gabrielle Anne de Froulay, fille de Charles de Froulay. Il fut le père de la marquise du Châtelet et de l'abbé de Breteuil.
Il était devenu introducteur alors qu'il n'était pas encore noble. En 1699, il acheta la terre de Preuilly, première baronnie de Touraine, dont il prit le titre. En 1706, il obtint l'autorisation de porter le nom de Breteuil seul, ou avec celui de Preuilly.
Saint-Simon en dresse un portrait peu flatteur, en deux anecdotes qui le peignent, en 1698, comme un pompeux et "si profond ignorant"